# Matti Pietikäinen
Matti Pietikäinen (* 29. Oktober 1927 in Kuopio; † 5. November 1967) war ein finnischer Skispringer.

## Werdegang
Pietikäinen, der für den Verein seiner Geburts- und Heimatstadt Kuopio, den Puijon Hiihtoseura startete, war nach Lauri und Aatto der jüngste der drei Pietikäinen-Brüder, die in den 1940er Jahren das Skispringen in Finnland dominierten. Er war auch einer der ersten Skispringer, die, statt mit ausgestreckten Armen zu springen, die Arme seitlich am Körper anlegten.
Bei den Olympischen Winterspielen 1948 in St. Moritz erreichte er den vierten, sein Bruder Aatto den achten Platz. Vier Jahre später in Oslo war er als Bestrafung für eine Kneipenschlägerei nicht im finnischen Aufgebot. Bei der Nordischen Skiweltmeisterschaft 1950 in Lake Placid sprang er von der Normalschanze auf den neunten Rang. 1951 gewann er die erste Ausgabe der Schweizer Springertournee.
Bei der Nordischen Skiweltmeisterschaft 1954 in Falun sicherte sich Pietikänen vor seinem Landsmann Veikko Heinonen und dem Schweden Bror Östman die Goldmedaille und war somit der erste finnische Weltmeister im Skispringen.
Pietikänen hielt auf der Schanze in Kotka bis zu deren Abriss mit 39 Metern den Schanzenrekord.
Matti Pietikäinen starb 1967 wenige Tage nach seinem 40. Geburtstag bei einem Verkehrsunfall.

## Erfolge

### Schanzenrekorde
| Ort           | Land               | Weite              | aufgestellt am | Rekord bis   |
| ------------- | ------------------ | ------------------ | -------------- | ------------ |
| Iron Mountain | Vereinigte Staaten | 89,0 m (HS: 130 m) | 1949           | 1949         |
| Kuopio        | Finnland           | 86,0 m (HS: 127 m) | 1951           | 3. März 1998 |